# Agnières
Agnières ist eine französische Gemeinde mit 255 Einwohnern (Stand 1. Januar 2022) im Département Pas-de-Calais in der Region Hauts-de-France (zuvor Nord-Pas-de-Calais). Sie gehört zum Arrondissement Arras und zum Kommunalverband Campagnes de l’Artois.

## Geografie
Die Gemeinde Agnières liegt auf einer mittleren Höhe von 90 Metern über dem Meer im Südosten des Artois an der oberen Scarpe, 15 Kilometer nordwestlich von Arras. Sie ist umgeben von den Nachbargemeinden Capelle-Fermont, Villers-Châtel und Aubigny-en-Artois. Das Gemeindegebiet hat eine Fläche von 3,25 Quadratkilometern.

## Geschichte
Der Name Agnières stammt vom lateinischen Wort asinus (Esel) beziehungsweise asinaria (Ort an dem Esel gezüchtet werden). 1242 wurde es in einer Urkunde als Anier erwähnt, 1272 als Anyer und 1429 als Anhiers.
1793 hieß Agnières noch Agnieres es erhielt sein è und das Recht auf kommunale Selbstverwaltung im Zuge der Französischen Revolution 1801.

### Bevölkerungsentwicklung
| Jahr                       | 1962 | 1968 | 1975 | 1982 | 1990 | 1999 | 2011 | 2022 |
| Einwohner                  | 158  | 153  | 170  | 174  | 185  | 150  | 242  | 255  |
| Quellen: Cassini und INSEE |      |      |      |      |      |      |      |      |

## Kultur und Sehenswürdigkeiten

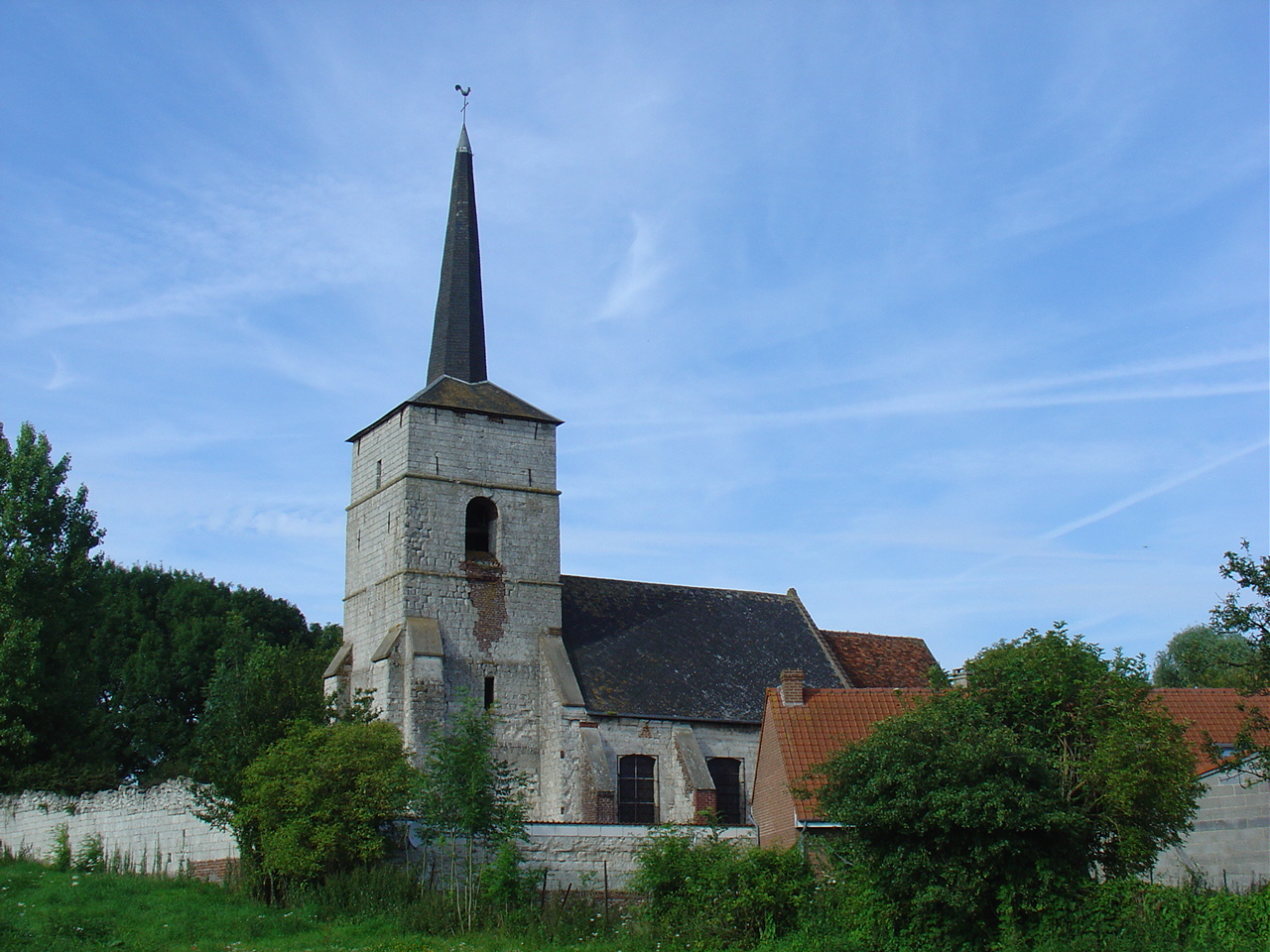
Kirche Saint-Léger in Agnières (2007)

Die Kirche Saint-Léger hat einen Glockenturm, der im 12. Jahrhundert erbaut wurde. Das Kirchenschiff wurde 1544 erbaut und der Chor (Architektur) im 18. Jahrhundert.

## Wirtschaft
Ein Haupterwerbszweig ist die Landwirtschaft, vor allem Mischkultur und die Zucht von Rindern, Schweinen uns Schafen.